# Playdia
Playdia är en spelkonsol, lanserad 1994 i Japan av leksakstillverkaren Bandai.
Till skillnad från samtida tv-spel som Playstation och Saturn var Playdia riktad till en yngre målgrupp, främst barn i låg- och mellanstadieåldern, och var därför lågt prissatt, vid lanseringen 24 800 yen. Grafikmässigt låg konsolen inte i framkant, men var utrustad med CD-ROM-spelare, trådlösa handkontroller. Ett avancerat chips för uppspelning av MPEG-filmer från Asahi Kasei gjorde att uppspelning av videomaterial i spel överglänste konkurrenterna[källa behövs], men de infraröda handkontrollerna och maskinens övriga specifikationer fungerade inte särskilt bra för fartfyllda actionspel.
Merparten av mjukvaran till Playdia bestod av "lek och lär"-spel eller enklare spel som byggde på Bandais egna märken som Dragon Ball eller Sailor Moon. Enstaka spel riktade sig till en äldre målgrupp tack vare medverkan av populära röstskådespelare, men var också de enkla till sin uppbyggnad. Sammanlagt 33 spel och andra program kom genom Bandais försorg ut till Playdia mellan 1994 och 1996. Planerna på att göra Playdia till ett generellt multimediasystem för flera plattformar (ungefär som Nuon eller CD-i) lades på hyllan. Bandais verksamhet inom spelindustrin fortsatte i form av multimediamaskinen Pippin i samarbete med Apple samt i form av utgivning för Playstation under märket "Kidstation".